# Eduard Heindl

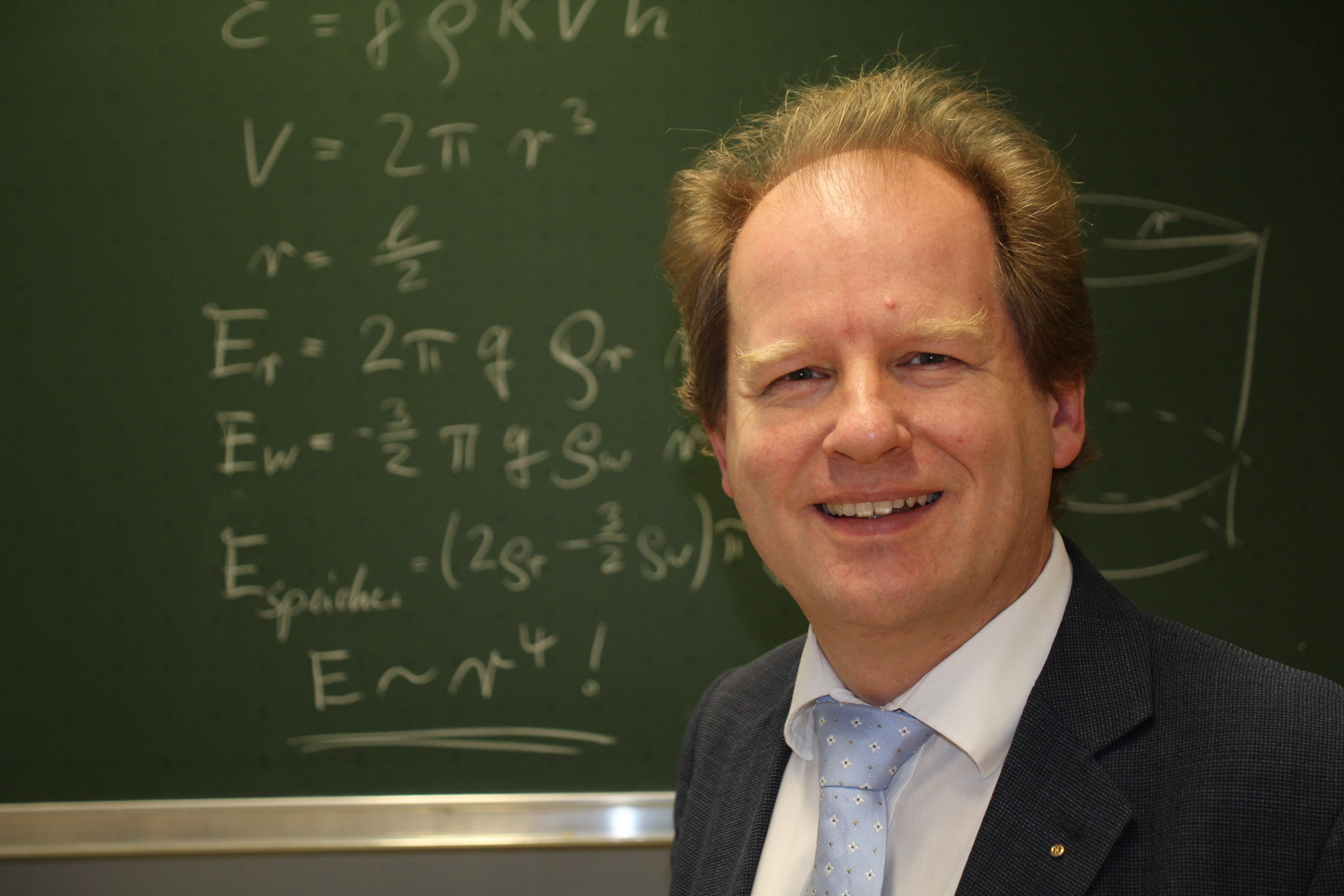
Eduard Heindl, 2011

Eduard Heindl (* 21. November 1961 in Mühldorf am Inn) ist ein deutscher Hochschullehrer und Unternehmer.

## Werdegang
Von 1982 bis 1986 war Eduard Heindl, zunächst mit dem Abschluss als Physikalisch-technischer Assistent, nachfolgend mit erlangter Fachhochschulreife mit dem Abschluss als Diplom-Ingenieur, an der Naturwissenschaftlich-Technische Akademie Prof. Dr. Grübler in Isny, als die Akademie noch ihren Hochschulstatus hatte. Anschließend arbeitete er bis 1988 als Entwicklungsingenieur bei der Siemens AG München im Zentralbereich Forschung und Entwicklung Mikroelektronik.
Ab 1988 studierte Heindl an der Universität Tübingen Physik mit dem Abschluss 1993 als Diplomphysiker. Für seine Diplomarbeit Rekonstruktion von Phase-Shift-Elektronenhologrammen mit neuronalen Netzen erhielt er 1994 den Dr.-Friedrich-Förster-Preis. Von 1994 bis 1997 war er Wissenschaftlicher Mitarbeiter am Institut für Angewandte Physik sowie Webmaster der Fakultät für Physik an dieser Universität.
Von 2001 bis 2003 hatte er einen Lehrauftrag an der Fachhochschule Nürtingen-Geislingen. 2001 wurde er an der Universität Tübingen promoviert; seine Dissertation behandelte den Einsatz von neuronalen Netzen in der Elektronenholographie.
2003 folgte er einem Ruf an die Hochschule Furtwangen. Dort wurde er 2004 zum Studiengangsleiter Application Architecture Master (AAM) gewählt.
2022 startete er den YouTube-Kanal Energiegespräche, in dem er Experten zu Energiethemen interviewt. Gesprächspartner: Hans-Werner Sinn, Eicke Weber u. a.

## Unternehmerische Aktivitäten
- 1995 Gründung der Internetfirma Heindl & Benez GbR, die ab 1. Juli 1996 in Heindl – Internet überging.
- 2000 Gründung der Heindl Internet AG[4]
- 2002 Gründung der Heindl Server GmbH (Solarserver.de)[4]
- 2005 Gründung der A3M Inc. (Tsunami Warnsystem), 2006 A3M AG, ab 2008 A3M Mobile Personal Protection GmbH[5]
- 2013 Gründung der Heindl Energy GmbH (Lageenergiespeicher)[6] (2020 insolvent)[7]

## Projekte und Erfindungen
Im Jahr 1997 startete Heindl die Website Solarserver, ein Portal zum Thema Solarenergienutzung in Deutschland. Im Jahr 2005 wurde ein Tsunami-Alarmsystem, das per SMS direkt Warnungen vor Tsunamigefahren versenden kann, von Heindl als Patent angemeldet und technisch umgesetzt. Ein von Heindl entwickeltes Verfahren, um mit niedrigem Energie- und Ressourcenverbrauch künstliche Gletscher zu erzeugen und bestehende Gletscher wiederaufzubauen, ist nicht unumstritten. Der Lageenergiespeicher ist ein Konzept von Heindl, bei dem durch hydraulisches Anheben einer sehr großen Felsmasse elektrische Energie gespeichert werden soll. Für den Lageenergiespeicher wurde das deutsche Patent DE102010034757B4 erteilt.

## Preise und Auszeichnungen
- Dr. Friedrich-Förster-Preis der Universität Tübingen (DM 5000) 1993
- Umwelt-Online-Award in Silber durch den Bundesdeutschen Arbeitskreis für Umweltbewusstes Management für den Solarserver
- Deutscher Solarpreis (Medien) für den Solarserver 2003[11]
- ICT Price 2007 der Europäischen Union für das Tsunami-Alarmsystem der A3M[12]
- Preis für humane Nutzung der Informationstechnologie, vergeben von der Integrata-Stiftung 2007[13]

## Schriften (Auswahl)
- Der Webmaster, München 1999.
- Der IT-Sicherheitsexperte, München 2001.
- Logfiles richtig nutzen, Bonn 2003.